# Jacobo II de Inglaterra
Jacobo II de Inglaterra y VII de Escocia (en inglés: James II of England and VII of Scotland) (Londres, 14 de octubre de 1633-Saint-Germain-en-Laye, 16 de septiembre de 1701) fue rey de Inglaterra, Escocia e Irlanda desde el 6 de febrero de 1685 hasta su deposición en 1688. Fue el último monarca católico en reinar sobre lo que sería el Reino Unido. 
Algunos de sus súbditos sintieron gran desconfianza por su política religiosa y alegando que había caído en el despotismo, organizaron una revuelta —la Revolución Gloriosa— que terminaría con su derrocamiento, y fue sustituido por su hija y yerno protestantes, María II y Guillermo III. Además, fue el último soberano de Escocia en utilizar el título de Rey de los Escoceses, que había sido utilizado desde la unificación del reino en el año 843 por Kenneth I MacAlpin. Sus herederos pretendientes al trono tomaron el nombre de jacobitas y durante muchos años lucharon por la restauración dinástica, sin lograrlo.

## Infancia y juventud
Jacobo nació en el Palacio de St. James, Londres, el 14 de octubre de 1633, siendo el tercer hijo varón —pero segundo superviviente— de Carlos I de Inglaterra y de Enriqueta María de Francia. Como segundo hijo del soberano inglés, desde el momento mismo de su nacimiento fue llamado duque de York, siendo investido formalmente en 1644. Durante la guerra civil inglesa, en la cual su padre se enfrentó con las fuerzas del Parlamento, él permaneció en la ciudad de Oxford, en ese entonces una plaza fuerte de los realistas.
Al capitular la ciudad en 1646, fue confinado en el Palacio de St. James bajo vigilancia parlamentaria. Jacobo logró escapar del palacio en 1648 y llegar a La Haya disfrazado. Cuando Carlos I fue ejecutado por los rebeldes en 1649, los realistas proclamaron rey a su hermano mayor, con el nombre de Carlos II. Fue coronado en Scone en 1651. Pese a ser reconocido por los parlamentos de Escocia e Irlanda, no pudo afianzarse en el trono de Inglaterra, por lo que tuvo que huir a Francia, donde encontró refugio. Como su hermano, el duque de York buscó refugio en Francia, sirviendo en el ejército francés bajo el mando del vizconde de Turena. En 1656, cuando Carlos II suscribió una alianza con España —enemiga de Francia—, él se unió al ejército español bajo el mando de Luis II, príncipe de Condé. Tanto Turena como Condé elogiaron las capacidades militares de Jacobo.

## Sucesor del trono
A la muerte de Oliver Cromwell acaecida en 1658, Carlos II fue restaurado en el trono inglés, y el duque de York volvía a Inglaterra con él. Aunque Jacobo era el heredero de la corona, parecía poco probable que heredara realmente el trono, ya que Carlos era un hombre joven capaz de engendrar hijos.
El 3 de septiembre de 1660, en Worcester House, Londres, el duque de York (que acababa de recibir el título de duque de Albany en Escocia), se casó con Ana Hyde, hija del primer ministro del rey. En realidad se trataba de la ceremonia formal, ya que se habían casado en secreto en la ciudad de Breda, en Países Bajos, el 24 de noviembre de 1659. En el momento del matrimonio público, Ana estaba a un mes de dar a luz a su primer hijo. El 31 de diciembre de ese mismo año, fue nombrado duque de Normandía por el rey Luis XIV de Francia, siendo el último soberano británico en ostentar este título. De la unión entre Jacobo y Ana nacieron ocho hijos:
- Carlos (n. Worcester House, 22 de octubre de 1660-m. palacio de Whitehall, 5 de mayo de 1661), Duque de Cambridge.
- María (n. palacio de St. James, 30 de abril de 1662-m. palacio de Kensington, 28 de diciembre de 1694), reina de Inglaterra como María II tras la deposición de su padre (1688); casada con el príncipe Guillermo III de Orange.
- Jacobo (n. palacio de St. James, 12 de julio de 1663-m. palacio de Richmond, 20 de junio de 1667), Duque de Cambridge.
- Ana (n. palacio de St. James, 6 de febrero de 1665-m. palacio de Kensington, 1 de agosto de 1714), reina de Inglaterra como Ana al suceder a su cuñado Guillermo III (1702); casada con el príncipe Jorge de Dinamarca.
- Carlos (n. palacio de St. James, 4 de julio de 1666-m. palacio de St. James, 22 de mayo de 1667), Duque de Kendal.
- Edgardo (n. palacio de St. James, 14 de septiembre de 1667-m. palacio de Richmond, 8 de junio de 1671), Duque de Cambridge.
- Enriqueta (n. palacio de Whitehall, 13 de enero de 1669-m. palacio de St. James, 15 de noviembre de 1669).
- Catalina (n. palacio de Whitehall, 9 de febrero de 1671-m. palacio de St. James, 5 de diciembre de 1671).

Jacobo fue designado Gran Lord Almirante y como tal comandó la Marina Real británica durante la Segunda (1665-1667) y tercera guerra anglo-neerlandesa (1672-1674). Después de su captura por los ingleses en 1664, el territorio neerlandés de Nuevos Países Bajos fue rebautizado en su honor como Nueva York, al igual que la ciudad de Nueva Ámsterdam. Fort Orange fue llamada Albany en su honor también. El duque de York también dirigió la Real Campaña Africana, que participó en el comercio de esclavos.
El duque de York abrazó la religión católica en 1668 o 1669. Sus enemigos protestantes en el Parlamento, encabezados por Anthony Ashley Cooper, aprobaron la llamada Acta de Prueba, por la cual se obligaba a todos los funcionarios civiles y militares a prestar un juramento en el que eran requeridos a rechazar no solamente la doctrina del transustanciación sino también a denunciar ciertas prácticas de la Iglesia católica como "supersticiosas e idólatras", además de recibir la comunión de manos de la Iglesia de Inglaterra. Jacobo prefirió rechazar tales acciones, renunciando a su cargo de Gran Lord Almirante.
Su hermano, el rey Carlos II, se opuso a la conversión, ordenando que se criara a sus dos sobrinas supervivientes -María y Ana- como protestantes. No obstante, permitió que Jacobo (viudo desde 1671) se casara nuevamente con la princesa católica María de Módena. Esto no evitó que un grupo de ingleses mirara con desconfianza a la nueva duquesa de York, acusándola de ser una agente del papa.
El matrimonio por poderes entre Jacobo y María se celebró en Módena el 30 de septiembre de 1673. La ceremonia formal se llevó a cabo en la ciudad de Dover, Kent, el 21 de noviembre del mismo año. La pareja tuvo doce embarazos, de los cuales 5 terminaron en abortos naturales:
- Un aborto (marzo de 1674).
- Catalina Laura (n. palacio de St. James, 10 de enero de 1675 - m. palacio de St. James, 3 de octubre de 1675).
- Un aborto (octubre de 1675).
- Isabel (n. palacio de St. James, 18 de agosto de 1676 - m. palacio de St. James, 2 de marzo de 1681).
- Carlos (n. palacio de St. James, 7 de noviembre de 1677 - m. palacio de St. James, 12 de diciembre de 1677), duque de Cambridge.
- Una hija (n. muerta, 1678).
- Un aborto (febrero de 1681).
- Carlota María (n. palacio de St. James, 16 de agosto de 1682 - m. palacio de St. James, 6 de octubre de 1682).
- Un aborto (octubre de 1683).
- Un aborto (mayo de 1684).
- Jacobo Francisco Eduardo (n. palacio de St. James, 10 de junio de 1688 - m. Roma, 1 de enero de 1766), llamado Jacobo III por los partidarios de su padre (Jacobitas), es también conocido como el "Viejo Pretendiente".
- Luisa María Teresa (n. château de St.Germain-en-Laye, 28 de junio de 1692 - m. château de St.Germain-en-Laye, 8 de abril de 1712).

## Los problemas de sucesión

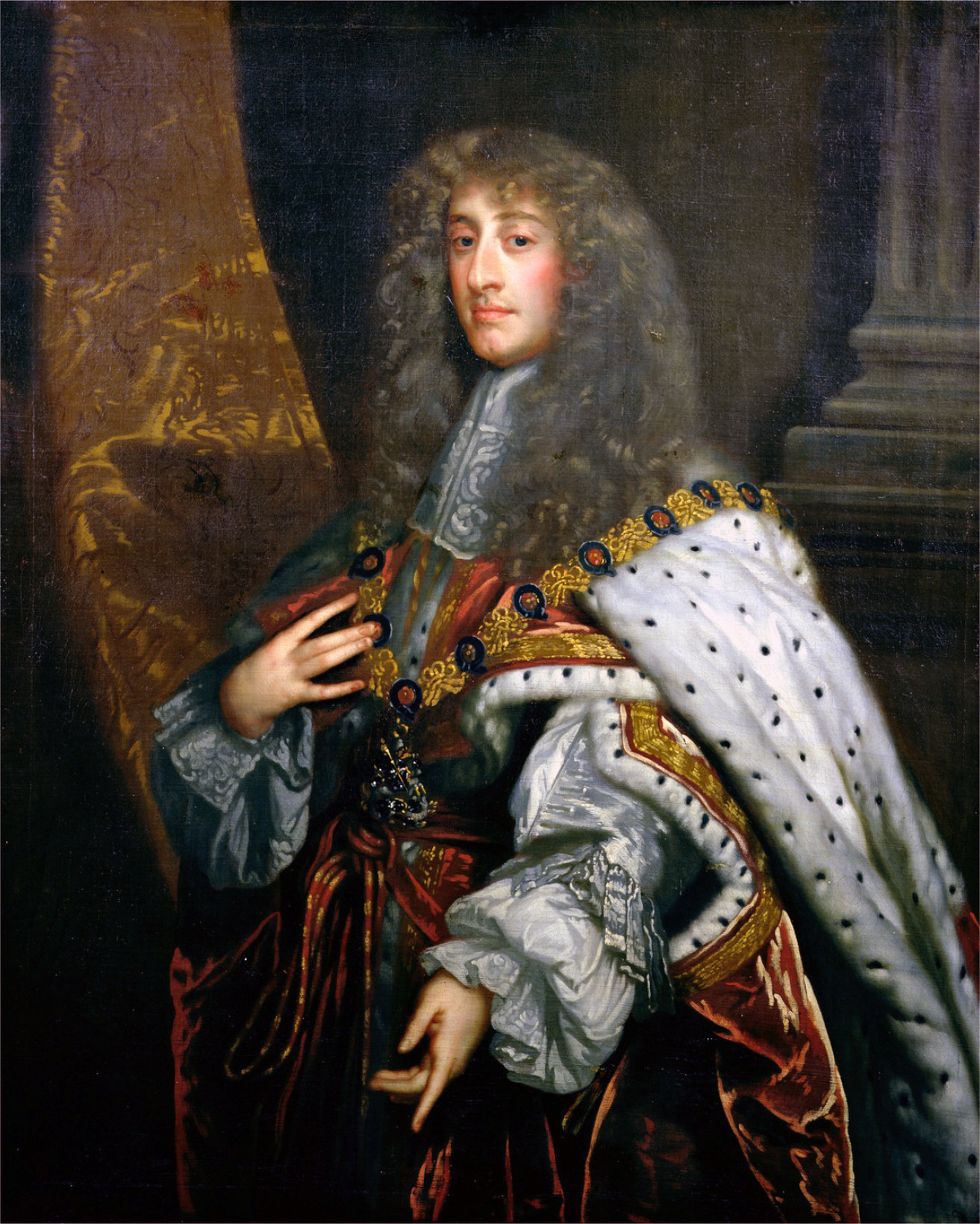
El duque de York, retratado por Peter Lely, c. 1675

En 1677, el duque de York intentó apaciguar a los protestantes permitiendo que su hija María se casara con el príncipe protestante, Guillermo III de Orange (quien era también su sobrino). A pesar de la concesión, los miedos de un monarca católico persistieron, intensificándose por los embarazos fallidos de la esposa de Carlos II, Catalina de Portugal. Un fanático clérigo anglicano, Titus Oates, acusó falsamente a Jacobo y otros nobles de un Complot Papista, que tendría como objetivo asesinar al rey Carlos II y poner a Jacobo en el trono. El complot creó una histérica reacción anticatólica en todo el reino. Como consecuencia, Jacobo decidió prudentemente salir de Inglaterra rumbo a Bruselas. En 1680 fue designado Alto Lord Comisionado de Escocia y tomó como residencia el palacio de Holyrood en Edimburgo.
En Inglaterra, se hicieron tentativas por parte de Lord Shaftesbury y otros para excluir al duque de York de la línea de la sucesión. Algunos incluso propusieron que la corona pasara al hijo ilegítimo de Carlos II, James Scott. Cuando en 1679, la Ley de Exclusión estaba en peligro de ser sancionada, Carlos II decidió disolver el Parlamento. La crisis de la Ley de Exclusión contribuyó al desarrollo del sistema político bipartito inglés; los Whigs eran los promotores de la Ley, mientras que los Tories eran sus opositores. Dos nuevos Parlamentos fueron convocados en 1680 y 1681, pero fueron disueltos por la misma razón.
Después de la disolución del Parlamento de 1681, no se convocaron otros. Carlos, cuya popularidad era muy alta en ese entonces, permitió que el duque de York volviera a Inglaterra en 1682. El Complot de Rye House de 1683, una conspiración protestante que tenía como consigna asesinar a Carlos y al duque de York, fracasó completamente, pero sirvió para aumentar la simpatía popular hacia el rey y su hermano. York de nuevo se volvió influyente en el gobierno, convirtiéndose en el líder del partido Tory. Su hermano le restituyó el cargo de Gran Lord Almirante en 1684.

## El reinado de Jacobo II

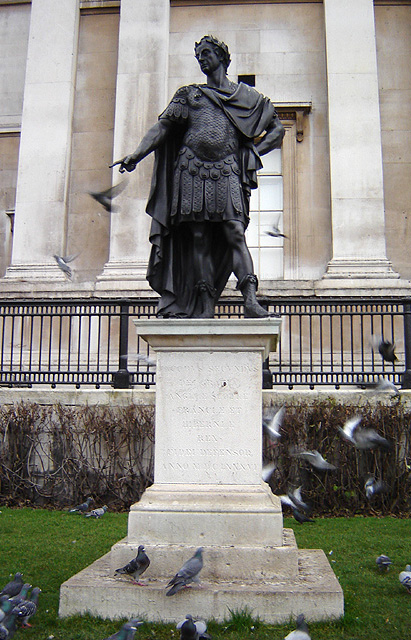
Estatua de Jacobo II por Pedro Van Dievoet en la plaza de Trafalgar de Londres

Carlos II murió sine prole legitima (sin descendientes legítimos), el 6 de febrero de 1685, convirtiéndose al catolicismo en su lecho de muerte; fue sucedido por su hermano, que reinó en Inglaterra e Irlanda como Jacobo II y en Escocia como Jacobo VII. Jacobo fue coronado rey en la Abadía de Westminster el 23 de abril de 1685, pero un día antes, el 22 de abril, ya había sido coronado junto a su esposa —que no pudo asistir a la "ceremonia oficial" debido a su religión— según los ritos católicos en el Palacio de Whitehall.
En un principio no hubo demasiada oposición abierta al nuevo soberano y muchos conservadores anglicanos incluso lo apoyaron. El nuevo Parlamento que abrió en mayo de 1685 parecía favorable a Jacobo, acordando concederle una generosa renta.
En 1685, el rey sobrevivió milagrosamente a un naufragio en el estrecho de Solent. El músico Henry Purcell compuso su obra They that go down to the sea in ships para ser interpretada por el extraordinario barítono John Gostling en conmemoración de dicho acontecimiento.
Jacobo tuvo que hacer frente a la Rebelión de Monmouth, liderada por James Scott, primer Duque de Monmouth, hijo ilegítimo de Carlos II. Scott se autoproclamó rey el 20 de junio de 1685, pero fue derrotado en la Batalla de Sedgemoor y ejecutado en la Torre de Londres poco después (15 de julio). A pesar del escaso apoyo popular a Monmouth, Jacobo II comenzó a desconfiar de sus súbditos.
Los jueces —el más notable de los cuales fue Jorge Jeffreys, apodado el Juez Ahorcador — castigaron a los rebeldes de manera brutal. Los llamados Juicios Sangrientos de Jeffreys hicieron que el público viera a su rey como un gobernante cruel y bárbaro. Para protegerse contra otras rebeliones, Jacobo II trató de establecer un ejército grande y poderoso. Al poner a católicos a cargo de varios regimientos se originó un conflicto con el Parlamento, que entró en un periodo de inactividad en noviembre de 1685, no volviendo a reunirse más durante el reinado de Jacobo.
La tensión religiosa se intensificó en 1686. En el caso Godden vs. Hales, una sala de jueces de la Corte de la Cámara del Rey fue forzada por Jacobo a declarar que este podría ser dispensado de las restricciones religiosas impuestas por el Acta de Prueba. Aprovechándose del poder que esta dispensa le otorgaba, Jacobo permitió que algunos católicos ocuparan los cargos más altos del reino, causando una gran polémica. Recibió en su corte al Nuncio Papal Ferdinando d'Adda, el primer representante de Roma en Londres desde el reinado de María I. El confesor jesuita del rey, Eduardo Petre, era objeto especial de la ira de los protestantes. Estas políticas hicieron que el rey perdiera la ayuda de sus antiguos aliados, los Tories.
Jacobo entonces pidió la suspensión de Henry Compton, el anticatólico obispo de Londres, mientras que otros anglicanos en cargos políticos fueron despedidos. En la Declaración de Indulgencia de 1687, Jacobo suspendió las leyes que castigaban a los católicos y otros disidentes religiosos. No está claro si Jacobo publicó la Declaración para ganar la ayuda política de los disidentes o si él de verdad estaba defendiendo la libertad de religión. Jacobo también disolvió definitivamente el Parlamento en 1687, luego de reformar el gobierno para reducir el poder de la nobleza.
El rey también provocó la oposición por sus políticas en lo referente a la Universidad de Oxford. Ofendió a los anglicanos permitiendo que los católicos obtuvieran posiciones importantes en el Christ Church y el University College, dos de los más grandes colegios de Oxford. De la misma forma acrecentó su impopularidad despidiendo a los protestantes del Magdalen College, colocando a católicos en su lugar. En el colmo de la controversia, Jacobo acreditó al Nuncio Papal y concedió cargos gubernamentales a cuatro obispos católicos.
También concedió a tres londinenses y a un católico de Virginia (Jorge Brent) la autorización para el establecimiento de hugonotes franceses en la zona de Brenttown (Brenton), de 121 km² a cambio del viejo condado Príncipe Guillermo en Virginia, en 1687. Ricardo Foote, sobrino de Nicolás Hayward (uno de los fundadores), se estableció en Chotank, en el condado del Rey Jorge, en Virginia, para manejar el proyecto. Hayward estableció en Brenttown a los católicos ingleses después de que la Revolución Gloriosa eliminara a la mayoría de los protestantes franceses, obligándolos a abandonar Inglaterra.

## Los apoyos de Jacobo II: losrepealers
Jacobo II estaba a la cabeza de un sofisticado y popular movimiento reformista al que el historiador Scott Sowerby bautiza como repealers, un amplio movimiento nacional e ideológicamente coherente cuyo principal objetivo era abolir siglo y medio de leyes penales que proscribían la adoración religiosa fuera de la iglesia oficial, marginando así no solo a católicos, sino a otros grupos protestantes conocidos como dissenters. La Declaración de Indulgencia no se trataba solamente de una libertad de conciencia, sino de una nueva forma de sociabilidad, donde el debate religioso de los últimos siglos era rechazado en favor de un pluralismo cultural suscrito por la cortesía sin restricciones comerciales y un rechazo al rencor y la controversia. Promovían su causa a través de panfletos, revistas, cartas, etc. El movimiento repealer, en palabras de Sowerby, «was a curious mixture of top-down state sponsorship and bottom-up popular organizing».
Uno de los hombres cercanos al rey, defensor de las intenciones del monarca sobre la libertad de conciencia, y principal ideólogo y colaborador en las campañas de difusión de la declaración de Jacobo, fue el cuáquero William Penn. Este argumentaba que el antipapismo era irracional, puesto que los católicos eran muy pocos, menos de un 1% de la población. Pero para los enemigos del rey, estos eran muchos más y estaban ocultos esperando su oportunidad. Cualquier argumento en defensa de las intenciones del rey era contestado por un contraargumento de sus enemigos, aunque este careciera de sentido. Según Penn, la única solución para realmente anular estas teorías conspiratorias era la abolición efectiva de las leyes penales.

## La Revolución Gloriosa
En abril de 1688, Jacobo reeditó la Declaración de Indulgencia, ordenando posteriormente a clérigos anglicanos a leerla en sus iglesias. Cuando el Arzobispo de Canterbury Guillermo Sancroft y otros seis obispos (conocidos como los Siete Obispos) enviaron una petición que solicitaba la reconsideración de las políticas religiosas del rey, fueron arrestados y enjuiciados bajo el cargo de sedición, pero resultaron absueltos. La alarma pública aumentó cuando la reina María —después de varios abortos y niños nacidos muertos— daba a luz a un hijo varón y heredero de la corona, Jacobo Francisco Eduardo, el 10 de junio de 1688 (algunos suponen que el pequeño no era un príncipe real y que en realidad había sustituido al hijo muerto de la reina; no hay, sin embargo, prueba alguna que apoye tal conjetura).[cita requerida] Amenazados por el establecimiento de una dinastía católica en Inglaterra, varios protestantes influyentes entraron en negociaciones con Guillermo III, príncipe de Orange, yerno de Jacobo. Guillermo era considerado el campeón del protestantismo, ya que luchaba contra el rey Luis XIV de Francia, el más poderoso monarca católico de Europa.
El 30 de junio de 1688 —el mismo día los siete obispos eran absueltos— un grupo de nobles protestantes, conocido como los Siete Inmortales, solicitaron al príncipe de Orange invadir Inglaterra con un ejército. Para septiembre estaba claro que Guillermo iba a intentar invadir el país y aun así, Jacobo cometió el error de rechazar la ayuda de Luis XIV, temiendo que los ingleses se opusieran a la intervención francesa. Jacobo además creyó que su propio ejército sería suficiente. Cuando Guillermo de Orange llegó a Inglaterra el 5 de noviembre de 1688, todos los oficiales protestantes del rey desertaron. Su propia hija Ana se unió a las fuerzas invasoras, provocando una gran angustia al rey. El 10 de diciembre la reina María logró huir a Francia llevando consigo a su único hijo superviviente, Jacobo, de apenas 6 meses de edad. Al día siguiente, Jacobo intentó también huir a Francia, lanzando antes el Gran Sello del Reino al río Támesis, pero sin embargo fue apresado en Kent. No teniendo ningún deseo de convertir al rey Jacobo en mártir de la causa católica, el príncipe de Orange le dejaría escapar el 23 de diciembre. Jacobo fue recibido por Luis XIV, quien le ofreció un palacio y una muy generosa pensión.

## La abdicación de facto

### El Acta de Derechos
Cuando Jacobo huyó del reino, el Parlamento todavía no había sido convocado. Aunque este había de reunirse a instancias del monarca reinante, el Príncipe de Orange emplazó a sus miembros a organizar una Convención Parlamentaria extraordinaria, teniendo presente que este procedimiento ya había sido utilizado en épocas anteriores en caso de que la sucesión al trono no estuviera clara (sería por ejemplo una Convención Parlamentaria la que restaurara a Carlos II en el trono después de la Guerra Civil). La Convención parlamentaria declaró el 12 de febrero de 1689 que el hecho de que Jacobo hubiera intentado huir el 11 de diciembre del año anterior había constituido una abdicación de facto, y que por consiguiente el trono había quedado vacante. Pese a esto, en lugar de pasar la corona a su hijo Jacobo Francisco Eduardo, sería María, la hija mayor, la proclamada reina junto a su esposo Guillermo III. Escocia decidió reconocer a los nuevos soberanos el 11 de abril de 1689.
Guillermo y María concedieron a la nobleza inglesa un pacto que es conocido con el nombre del Carta de Derechos. Esta acta confirmó la Declaración de Derechos por la cual la Convención había declarado que la fuga de Jacobo constituyó una abdicación de facto y que Guillermo y María eran rey y reina. El Acta de Derechos también acusó a Jacobo II de abuso de poder, criticó la suspensión del Acta de Prueba, el procesamiento de los Siete Obispos, el establecimiento de un ejército regular y la imposición de castigos crueles. El Acta además resolvió la cuestión de la sucesión a la corona. Estableció que en la línea de la sucesión estaban primero los hijos de María y Guillermo (si llegaban a tenerlos), seguidos por la princesa Ana y sus descendientes, y finalmente los hijos de Guillermo en cualquier matrimonio posterior.
Con un ejército francés bajo su mando, Jacobo invadió Irlanda en marzo de 1689. El Parlamento irlandés, a diferencia del inglés, declaró que Jacobo seguía siendo su rey. Pese a esto Jacobo fue derrotado en la batalla del Boyne el 1 de julio de 1690, y tuvo que huir a Francia después de la derrota definitiva en la comarca de Kinsale. Su proceder provocó la pérdida de muchos apoyos y le ganó el apodo de Séamus á Chaca (Jacobo de mierda) en Irlanda.[cita requerida]

### Últimos años y muerte
En Francia se le autorizó a residir en el château real de Saint-Germain-en-Laye. En 1696 se realizó una tentativa fallida para restituir en el trono a Jacobo, asesinando a Guillermo III. Ese mismo año Jacobo rechazó la oferta que le hizo Luis XIV de convertirlo en rey de Polonia, porque temió que aceptar la corona polaca lo inhabilitara (en la mente de los ingleses) para volver a ser rey de Inglaterra. Después de eso Luis XIV dejó de ofrecerle ayuda, formalizando esta decisión por el Tratado de Ryswick, un acuerdo con Guillermo III en 1697. Pese a todo el monarca francés, de la manera más inesperada, continuó dándole todo su apoyo, llegando a decirle en privado que el Tratado de Ryswick era, en pocas palabras, nada más que un mero reconocimiento formal. Durante sus últimos años, Jacobo vivió austeramente y dando grandes muestras de devoción.
Falleció víctima de una hemorragia cerebral, el 16 de septiembre de 1701 en el palacio de Saint-Germain-en-Laye, a los 67 años de edad, siendo sepultado en la Capilla de los Benedictinos Ingleses de San Edmundo en París. Actualmente su mausoleo está en la catedral de Saint-Germain-en-Laye, frente al castillo donde murió. Dos placas en el ala este del edificio perpetúan su memoria.

#### Descendencia ilegítima
Jacobo II, además, dejó una prolífica descendencia ilegítima:
- Con Arabella Churchill (23 de febrero de 1648 — 30 de mayo de 1730):
  - Enriqueta Fitzjames (1667 — 3 de abril de 1730), casada primero con Enrique, lord Waldegrave, y luego con Piers Butler, vizconde Galmoyle.
  - Jacobo Fitzjames (Moulins, Francia, 21 de agosto de 1670 — sitio de Philippsburg, Alemania, 12 de junio de 1734), creado duque de Berwick en 1687; casado primero con Honora de Burgh, condesa viuda de Lucan, y luego con Ana Bulkeley. Es el antepasado directo de Cayetana Fitz-James Stuart.Duquesa de Alba.
  - Enrique Fitzjames (St. James's Square, Westminster, Middlesex, 6 de agosto de 1673 — Bagnols, Francia, diciembre de 1702), creado duque de Albermarle en 1696 (pero el título solo es reconocido por los jacobitas); casado con María Gabriela d'Audibert.
  - Arabella Fitzjames (1674 — 7 de noviembre de 1704), monja en Pontoise, Francia, bajo el nombre de Sor Ignacia.
  - Charles Fiztjames (1678-1723)

- Con Catalina Sedley (circa 1657 — 26 de octubre de 1717), creada condesa de Dorchester:
  - Catalina Darnley (1681 — m. 14 de marzo de 1743), casada primero con Jacobo Annesley, 3.er conde de Anglesey, y luego con Juan Sheffield, 1.er duque de Buckingham y de Normanby.

## Ancestros
| \| \| \| \| \| \| \| \| \| \| \| \| \| \| \| \| \| \| \| \| 16. Mateo Estuardo \| \| \| \| \| \| \| \| \| \| \| \| \| \| \| \| \| \| \| \| \| \| \| \| \| \| \| \| \| \| \| \| \| \| \| \| \| \| \| \| \| \| \| \| \| \| \| \| \| \| \| \| \| \| 8. Enrique Estuardo, Lord Darnley \| \| \| \| \| \| \| \| \| \| \| \| \| \| \| \| \| \| \| \| \| \| \| \| \| \| \| \| \| \| \| \| \| \| \| \| \| \| \| \| \| \| \| \| \| \| \| \| \| \| \| \| \| \| 17. Margarita Douglas \| \| \| \| \| \| \| \| \| \| \| \| \| \| \| \| \| \| \| \| \| \| \| \| \| \| \| \| \| \| \| \| \| \| \| \| \| \| \| \| \| \| \| \| \| \| \| \| \| \| \| \| \| \| 4. Jacobo I de Inglaterra \| \| \| \| \| \| \| \| \| \| \| \| \| \| \| \| \| \| \| \| \| \| \| \| \| \| \| \| \| \| \| \| \| \| \| \| \| \| \| \| \| \| \| \| \| \| \| \| \| \| \| \| \| \| 18. Jacobo V de Escocia \| \| \| \| \| \| \| \| \| \| \| \| \| \| \| \| \| \| \| \| \| \| \| \| \| \| \| \| \| \| \| \| \| \| \| \| \| \| \| \| \| \| \| \| \| \| \| \| \| \| \| \| \| \| 9. María I de Escocia \| \| \| \| \| \| \| \| \| \| \| \| \| \| \| \| \| \| \| \| \| \| \| \| \| \| \| \| \| \| \| \| \| \| \| \| \| \| \| \| \| \| \| \| \| \| \| \| \| \| \| \| \| \| 19. María de Guisa \| \| \| \| \| \| \| \| \| \| \| \| \| \| \| \| \| \| \| \| \| \| \| \| \| \| \| \| \| \| \| \| \| \| \| \| \| \| \| \| \| \| \| \| \| \| \| \| \| \| \| \| \| \| 2. Carlos I de Inglaterra \| \| \| \| \| \| \| \| \| \| \| \| \| \| \| \| \| \| \| \| \| \| \| \| \| \| \| \| \| \| \| \| \| \| \| \| \| \| \| \| \| \| \| \| \| \| \| \| \| \| \| \| \| \| 20. Cristián III de Dinamarca \| \| \| \| \| \| \| \| \| \| \| \| \| \| \| \| \| \| \| \| \| \| \| \| \| \| \| \| \| \| \| \| \| \| \| \| \| \| \| \| \| \| \| \| \| \| \| \| \| \| \| \| \| \| 10. Federico II de Dinamarca \| \| \| \| \| \| \| \| \| \| \| \| \| \| \| \| \| \| \| \| \| \| \| \| \| \| \| \| \| \| \| \| \| \| \| \| \| \| \| \| \| \| \| \| \| \| \| \| \| \| \| \| \| \| 21. Dorotea de Sajonia-Lauemburgo \| \| \| \| \| \| \| \| \| \| \| \| \| \| \| \| \| \| \| \| \| \| \| \| \| \| \| \| \| \| \| \| \| \| \| \| \| \| \| \| \| \| \| \| \| \| \| \| \| \| \| \| \| \| 5. Ana de Dinamarca \| \| \| \| \| \| \| \| \| \| \| \| \| \| \| \| \| \| \| \| \| \| \| \| \| \| \| \| \| \| \| \| \| \| \| \| \| \| \| \| \| \| \| \| \| \| \| \| \| \| \| \| \| \| 22. Ulrich, Duque de Mecklenburgo \| \| \| \| \| \| \| \| \| \| \| \| \| \| \| \| \| \| \| \| \| \| \| \| \| \| \| \| \| \| \| \| \| \| \| \| \| \| \| \| \| \| \| \| \| \| \| \| \| \| \| \| \| \| 11. Sofía de Mecklemburgo-Güstrow \| \| \| \| \| \| \| \| \| \| \| \| \| \| \| \| \| \| \| \| \| \| \| \| \| \| \| \| \| \| \| \| \| \| \| \| \| \| \| \| \| \| \| \| \| \| \| \| \| \| \| \| \| \| 23. Isabel de Dinamarca \| \| \| \| \| \| \| \| \| \| \| \| \| \| \| \| \| \| \| \| \| \| \| \| \| \| \| \| \| \| \| \| \| \| \| \| \| \| \| \| \| \| \| \| \| \| \| \| \| \| \| \| \| \| 1. Jacobo II de Inglaterra \| \| \| \| \| \| \| \| \| \| \| \| \| \| \| \| \| \| \| \| \| \| \| \| \| \| \| \| \| \| \| \| \| \| \| \| \| \| \| \| \| \| \| \| \| \| \| \| \| \| \| \| \| \| 24. Carlos IV de Borbón \| \| \| \| \| \| \| \| \| \| \| \| \| \| \| \| \| \| \| \| \| \| \| \| \| \| \| \| \| \| \| \| \| \| \| \| \| \| \| \| \| \| \| \| \| \| \| \| \| \| \| \| \| \| 12. Antonio de Borbón \| \| \| \| \| \| \| \| \| \| \| \| \| \| \| \| \| \| \| \| \| \| \| \| \| \| \| \| \| \| \| \| \| \| \| \| \| \| \| \| \| \| \| \| \| \| \| \| \| \| \| \| \| \| 25. Francisca de Alençon \| \| \| \| \| \| \| \| \| \| \| \| \| \| \| \| \| \| \| \| \| \| \| \| \| \| \| \| \| \| \| \| \| \| \| \| \| \| \| \| \| \| \| \| \| \| \| \| \| \| \| \| \| \| 6. Enrique IV de Francia \| \| \| \| \| \| \| \| \| \| \| \| \| \| \| \| \| \| \| \| \| \| \| \| \| \| \| \| \| \| \| \| \| \| \| \| \| \| \| \| \| \| \| \| \| \| \| \| \| \| \| \| \| \| 26. Enrique II de Navarra \| \| \| \| \| \| \| \| \| \| \| \| \| \| \| \| \| \| \| \| \| \| \| \| \| \| \| \| \| \| \| \| \| \| \| \| \| \| \| \| \| \| \| \| \| \| \| \| \| \| \| \| \| \| 13. Juana III de Navarra \| \| \| \| \| \| \| \| \| \| \| \| \| \| \| \| \| \| \| \| \| \| \| \| \| \| \| \| \| \| \| \| \| \| \| \| \| \| \| \| \| \| \| \| \| \| \| \| \| \| \| \| \| \| 27. Margarita de Angulema \| \| \| \| \| \| \| \| \| \| \| \| \| \| \| \| \| \| \| \| \| \| \| \| \| \| \| \| \| \| \| \| \| \| \| \| \| \| \| \| \| \| \| \| \| \| \| \| \| \| \| \| \| \| 3. Enriqueta María de Francia \| \| \| \| \| \| \| \| \| \| \| \| \| \| \| \| \| \| \| \| \| \| \| \| \| \| \| \| \| \| \| \| \| \| \| \| \| \| \| \| \| \| \| \| \| \| \| \| \| \| \| \| \| \| 28. Cosme I de Médici \| \| \| \| \| \| \| \| \| \| \| \| \| \| \| \| \| \| \| \| \| \| \| \| \| \| \| \| \| \| \| \| \| \| \| \| \| \| \| \| \| \| \| \| \| \| \| \| \| \| \| \| \| \| 14. Francisco I de Médici \| \| \| \| \| \| \| \| \| \| \| \| \| \| \| \| \| \| \| \| \| \| \| \| \| \| \| \| \| \| \| \| \| \| \| \| \| \| \| \| \| \| \| \| \| \| \| \| \| \| \| \| \| \| 29. Leonor de Toledo \| \| \| \| \| \| \| \| \| \| \| \| \| \| \| \| \| \| \| \| \| \| \| \| \| \| \| \| \| \| \| \| \| \| \| \| \| \| \| \| \| \| \| \| \| \| \| \| \| \| \| \| \| \| 7. María de Médici \| \| \| \| \| \| \| \| \| \| \| \| \| \| \| \| \| \| \| \| \| \| \| \| \| \| \| \| \| \| \| \| \| \| \| \| \| \| \| \| \| \| \| \| \| \| \| \| \| \| \| \| \| \| 30. Fernando I de Habsburgo \| \| \| \| \| \| \| \| \| \| \| \| \| \| \| \| \| \| \| \| \| \| \| \| \| \| \| \| \| \| \| \| \| \| \| \| \| \| \| \| \| \| \| \| \| \| \| \| \| \| \| \| \| \| 15. Juana de Habsburgo \| \| \| \| \| \| \| \| \| \| \| \| \| \| \| \| \| \| \| \| \| \| \| \| \| \| \| \| \| \| \| \| \| \| \| \| \| \| \| \| \| \| \| \| \| \| \| \| \| \| \| \| \| \| 31. Ana de Bohemia y Hungría \| \| \| \| \| \| \| \| \| \| \| \| \| \| \| \| \| \| \| \| \| \| \| \| \| \| \| \| \| \| \| \| \| \| \| \| \| \| \| \| \| \| \| \| \| \| \| \| \| \| \| \| |                                   |  |  |  |  |  |  |  |  |  |  |  |  |  |  |  |
| |                                   |  |  |  |  |  |  |  |  |  |  |  |  |  |  |  |
| | 16. Mateo Estuardo                |  |  |  |  |  |  |  |  |  |  |  |  |  |  |  |
| |                                   |  |  |  |  |  |  |  |  |  |  |  |  |  |  |  |
| |                                   |  |  |  |  |  |  |  |  |  |  |  |  |  |  |  |
| | 8. Enrique Estuardo, Lord Darnley |  |  |  |  |  |  |  |  |  |  |  |  |  |  |  |
| |                                   |  |  |  |  |  |  |  |  |  |  |  |  |  |  |  |
| |                                   |  |  |  |  |  |  |  |  |  |  |  |  |  |  |  |
| | 17. Margarita Douglas             |  |  |  |  |  |  |  |  |  |  |  |  |  |  |  |
| |                                   |  |  |  |  |  |  |  |  |  |  |  |  |  |  |  |
| |                                   |  |  |  |  |  |  |  |  |  |  |  |  |  |  |  |
| | 4. Jacobo I de Inglaterra         |  |  |  |  |  |  |  |  |  |  |  |  |  |  |  |
| |                                   |  |  |  |  |  |  |  |  |  |  |  |  |  |  |  |
| |                                   |  |  |  |  |  |  |  |  |  |  |  |  |  |  |  |
| | 18. Jacobo V de Escocia           |  |  |  |  |  |  |  |  |  |  |  |  |  |  |  |
| |                                   |  |  |  |  |  |  |  |  |  |  |  |  |  |  |  |
| |                                   |  |  |  |  |  |  |  |  |  |  |  |  |  |  |  |
| | 9. María I de Escocia             |  |  |  |  |  |  |  |  |  |  |  |  |  |  |  |
| |                                   |  |  |  |  |  |  |  |  |  |  |  |  |  |  |  |
| |                                   |  |  |  |  |  |  |  |  |  |  |  |  |  |  |  |
| | 19. María de Guisa                |  |  |  |  |  |  |  |  |  |  |  |  |  |  |  |
| |                                   |  |  |  |  |  |  |  |  |  |  |  |  |  |  |  |
| |                                   |  |  |  |  |  |  |  |  |  |  |  |  |  |  |  |
| | 2. Carlos I de Inglaterra         |  |  |  |  |  |  |  |  |  |  |  |  |  |  |  |
| |                                   |  |  |  |  |  |  |  |  |  |  |  |  |  |  |  |
| |                                   |  |  |  |  |  |  |  |  |  |  |  |  |  |  |  |
| | 20. Cristián III de Dinamarca     |  |  |  |  |  |  |  |  |  |  |  |  |  |  |  |
| |                                   |  |  |  |  |  |  |  |  |  |  |  |  |  |  |  |
| |                                   |  |  |  |  |  |  |  |  |  |  |  |  |  |  |  |
| | 10. Federico II de Dinamarca      |  |  |  |  |  |  |  |  |  |  |  |  |  |  |  |
| |                                   |  |  |  |  |  |  |  |  |  |  |  |  |  |  |  |
| |                                   |  |  |  |  |  |  |  |  |  |  |  |  |  |  |  |
| | 21. Dorotea de Sajonia-Lauemburgo |  |  |  |  |  |  |  |  |  |  |  |  |  |  |  |
| |                                   |  |  |  |  |  |  |  |  |  |  |  |  |  |  |  |
| |                                   |  |  |  |  |  |  |  |  |  |  |  |  |  |  |  |
| | 5. Ana de Dinamarca               |  |  |  |  |  |  |  |  |  |  |  |  |  |  |  |
| |                                   |  |  |  |  |  |  |  |  |  |  |  |  |  |  |  |
| |                                   |  |  |  |  |  |  |  |  |  |  |  |  |  |  |  |
| | 22. Ulrich, Duque de Mecklenburgo |  |  |  |  |  |  |  |  |  |  |  |  |  |  |  |
| |                                   |  |  |  |  |  |  |  |  |  |  |  |  |  |  |  |
| |                                   |  |  |  |  |  |  |  |  |  |  |  |  |  |  |  |
| | 11. Sofía de Mecklemburgo-Güstrow |  |  |  |  |  |  |  |  |  |  |  |  |  |  |  |
| |                                   |  |  |  |  |  |  |  |  |  |  |  |  |  |  |  |
| |                                   |  |  |  |  |  |  |  |  |  |  |  |  |  |  |  |
| | 23. Isabel de Dinamarca           |  |  |  |  |  |  |  |  |  |  |  |  |  |  |  |
| |                                   |  |  |  |  |  |  |  |  |  |  |  |  |  |  |  |
| |                                   |  |  |  |  |  |  |  |  |  |  |  |  |  |  |  |
| | 1. Jacobo II de Inglaterra        |  |  |  |  |  |  |  |  |  |  |  |  |  |  |  |
| |                                   |  |  |  |  |  |  |  |  |  |  |  |  |  |  |  |
| |                                   |  |  |  |  |  |  |  |  |  |  |  |  |  |  |  |
| | 24. Carlos IV de Borbón           |  |  |  |  |  |  |  |  |  |  |  |  |  |  |  |
| |                                   |  |  |  |  |  |  |  |  |  |  |  |  |  |  |  |
| |                                   |  |  |  |  |  |  |  |  |  |  |  |  |  |  |  |
| | 12. Antonio de Borbón             |  |  |  |  |  |  |  |  |  |  |  |  |  |  |  |
| |                                   |  |  |  |  |  |  |  |  |  |  |  |  |  |  |  |
| |                                   |  |  |  |  |  |  |  |  |  |  |  |  |  |  |  |
| | 25. Francisca de Alençon          |  |  |  |  |  |  |  |  |  |  |  |  |  |  |  |
| |                                   |  |  |  |  |  |  |  |  |  |  |  |  |  |  |  |
| |                                   |  |  |  |  |  |  |  |  |  |  |  |  |  |  |  |
| | 6. Enrique IV de Francia          |  |  |  |  |  |  |  |  |  |  |  |  |  |  |  |
| |                                   |  |  |  |  |  |  |  |  |  |  |  |  |  |  |  |
| |                                   |  |  |  |  |  |  |  |  |  |  |  |  |  |  |  |
| | 26. Enrique II de Navarra         |  |  |  |  |  |  |  |  |  |  |  |  |  |  |  |
| |                                   |  |  |  |  |  |  |  |  |  |  |  |  |  |  |  |
| |                                   |  |  |  |  |  |  |  |  |  |  |  |  |  |  |  |
| | 13. Juana III de Navarra          |  |  |  |  |  |  |  |  |  |  |  |  |  |  |  |
| |                                   |  |  |  |  |  |  |  |  |  |  |  |  |  |  |  |
| |                                   |  |  |  |  |  |  |  |  |  |  |  |  |  |  |  |
| | 27. Margarita de Angulema         |  |  |  |  |  |  |  |  |  |  |  |  |  |  |  |
| |                                   |  |  |  |  |  |  |  |  |  |  |  |  |  |  |  |
| |                                   |  |  |  |  |  |  |  |  |  |  |  |  |  |  |  |
| | 3. Enriqueta María de Francia     |  |  |  |  |  |  |  |  |  |  |  |  |  |  |  |
| |                                   |  |  |  |  |  |  |  |  |  |  |  |  |  |  |  |
| |                                   |  |  |  |  |  |  |  |  |  |  |  |  |  |  |  |
| | 28. Cosme I de Médici             |  |  |  |  |  |  |  |  |  |  |  |  |  |  |  |
| |                                   |  |  |  |  |  |  |  |  |  |  |  |  |  |  |  |
| |                                   |  |  |  |  |  |  |  |  |  |  |  |  |  |  |  |
| | 14. Francisco I de Médici         |  |  |  |  |  |  |  |  |  |  |  |  |  |  |  |
| |                                   |  |  |  |  |  |  |  |  |  |  |  |  |  |  |  |
| |                                   |  |  |  |  |  |  |  |  |  |  |  |  |  |  |  |
| | 29. Leonor de Toledo              |  |  |  |  |  |  |  |  |  |  |  |  |  |  |  |
| |                                   |  |  |  |  |  |  |  |  |  |  |  |  |  |  |  |
| |                                   |  |  |  |  |  |  |  |  |  |  |  |  |  |  |  |
| | 7. María de Médici                |  |  |  |  |  |  |  |  |  |  |  |  |  |  |  |
| |                                   |  |  |  |  |  |  |  |  |  |  |  |  |  |  |  |
| |                                   |  |  |  |  |  |  |  |  |  |  |  |  |  |  |  |
| | 30. Fernando I de Habsburgo       |  |  |  |  |  |  |  |  |  |  |  |  |  |  |  |
| |                                   |  |  |  |  |  |  |  |  |  |  |  |  |  |  |  |
| |                                   |  |  |  |  |  |  |  |  |  |  |  |  |  |  |  |
| | 15. Juana de Habsburgo            |  |  |  |  |  |  |  |  |  |  |  |  |  |  |  |
| |                                   |  |  |  |  |  |  |  |  |  |  |  |  |  |  |  |
| |                                   |  |  |  |  |  |  |  |  |  |  |  |  |  |  |  |
| | 31. Ana de Bohemia y Hungría      |  |  |  |  |  |  |  |  |  |  |  |  |  |  |  |
| |                                   |  |  |  |  |  |  |  |  |  |  |  |  |  |  |  |
| |                                   |  |  |  |  |  |  |  |  |  |  |  |  |  |  |  |